# Eisenbahn- und Kraftfahrzeughaftpflichtgesetz
Das österreichische Eisenbahn- und Kraftfahrzeughaftpflichtgesetz (EKHG) regelt den Ersatz von Schäden, die durch den Betrieb von Eisenbahnen und Kraftfahrzeugen entstehen. Es handelt sich um eine verschuldensunabhängige Gefährdungshaftung.

## Anwendungsbereich
Gemäß § 1 EKHG sind sowohl Personen-, als auch Sachschäden, die durch einen Unfall beim Betrieb einer Eisenbahn im Sinne des Eisenbahngesetzes 1957, einer Seilbahn im Sinne des Seilbahngesetzes 2003 oder eines Kraftfahrzeuges im Sinne des Kraftfahrzeuggesetzes 1967 mit einer Bauartgeschwindigkeit von mehr als 10 km/h erfasst.
Als Unfall gilt dabei eine plötzlich von außen eintretenden Einwirkung.
Nach dem sogenannten maschinentechnischen Ansatz ist ein Fahrzeug in Betrieb, wenn es sich durch eigene Motorkraft fortbewegt. Der Tatbestand des Betriebs ist aber auch dann verwirklicht, wenn Fahrzeuge am Verkehr teilnehmen, da auch durch die Bewegung großer Massen mit hoher Geschwindigkeit eine typische Betriebsgefahr ausgeht.
Die Rechtsprechung legt diesen Begriff teilweise sehr weit aus. So wurde beispielsweise die Haftung des Halters für die Verletzung, die sich die Beifahrerin beim Einsteigen an einer scharfen Kante des Handschuhfaches zuzog, bejaht.

## Haftpflichtige Personen
Gemäß § 5 EKHG haftet der Halter, also wer die tatsächliche Verfügungsgewalt über das Fahrzeug hat und dieses auf eigene Rechnung betreibt. Der Halter muss daher nicht notwendigerweise mit dem Eigentümer übereinstimmen. Ein Fahrzeug kann auch mehrere Halter haben (z. B. Ehegatten). Bei kurzfristiger Überlassung eines Fahrzeuges an eine Person (Autoverleih), tritt jedoch keine Haftung ein.
Für Schäden durch Eisenbahnen haftet nach § 5 EKHG der Betriebsunternehmer.
Für Schwarzfahrer, die ohne dem Willen des Halters das Kraftfahrzeug in Betrieb nehmen, haftet der Halter nicht. Diese Befreiung greift nicht, wenn der Halter die unbefugte Inbetriebnahme des Halters schuldhaft erst ermöglicht hat. Ebenso besteht eine Haftung für angestellte Personen des Halters, die ihnen überlassene Fahrzeuge rechtswidrig für Schwarzfahrten verwenden („angestellter Schwarzfahrer“).
Außerdem muss sich der Halter gemäß § 19 EKHG jede Person zurechnen lassen, die mit seinem Willen beim Betrieb des Fahrzeuges tätig war, soweit dies für den Unfall ursächlich war. Diese besondere Zurechnungsregelung gilt aber auch im deiktischen Schadenersatzrecht des allgemeinen bürgerlichen Rechts.

## Haftungsausschluss
Es besteht keine Haftung sofern der Unfall auf ein unabwendbares Ereignis zurückzuführen ist (§ 9 EKHG). Ein solches liegt dann vor, wenn auch unter Einhaltung jeder erdenklichen Sorgfalt der Unfall nicht hätte vermieden werden können. Es ist dabei ein sehr strenger Maßstab anzulegen, dass den Halter kein Verschulden trifft genügt alleine noch nicht. Zudem darf der Unfall nicht durch einen Fehler in der Beschaffenheit oder durch ein Versagen der Verrichtungen verursacht worden sein.
Selbst wenn die Sphäre des Halters völlig mangelfrei ist, haftet er dennoch bei außergewöhnlicher Betriebsgefahr, die über die normale Betriebsgefahr hinausgeht (z. B. Schleudern). Eine solche wurde vom Obersten Gerichtshof beispielsweise beim Seilbahnunglück von Sölden angenommen.